# Лучано Спалети
Лучано Спалети (на италиански: Luciano Spalletti) е бивш италиански футболист и настоящ треньор.

## Кариера

### Футболист
Като играч Спалети няма особено успешна кариера и играе на ниво трета дивизия с отбори като Специя, Виареджо и Емполи.

### Треньор
След приключване на кариерата си като играч, започва работа в Емполи, първо като треньор на младежката формация, а по-късно и като старши треньор. Там остава между юли 1993 г. и юни 1998 г., като печели две поредни промоции с отбора до Серия А. Има кратки престои в Сампдория (1998–1999) и Венеция (1999).
Два пъти води Удинезе. Първо от март до юни 2001 г. и от юли 2002 г. до юни 2005 г. Между двата си престоя води Анкона. През сезон 2004/05, Спалети класира Удинезе на 4-то място в Серия А и играе в Шампионска лига, което е рекорд за отбора до днес.

#### Рома
Най-успешен е периода му в Рома (2005-2009), когато печели два пъти Купата на Италия (2007, 2008) и три пъти става вицешампион. Избран е и два пъти за Треньор на годината в Италия (2006, 2007).
Формацията, на която Спалети при „вълците“ е системата 4-2-3-1, която използва четирима защитници, двама дефанзивни халфове, две крила, един атакуващ полузащитник и един нападател – Франческо Тоти, който обикновено функционира и като атакуващ халф в предишни сезони. Така, отборът играе без истински нападател, тъй като Тоти е фалшив нападател. Тази система се оказва ефективна през сезон 2005/06, тъй като на 26 февруари 2006 г. Рома чупи рекорда за Серия А за най-много последователни победи, след 2:0 над Лацио, което е 11-а поредна победа. В резултат на това, Рома се изкачва от 15-о до 5-о място. До края на сезона обаче, те не успяват да достигнат четвърто място, поради което не се класират за Шампионската лига. Спалети успява да помогне на тима да достигне финала на Копа Италия през 2006 г., но в крайна сметка губи от Интер. Въпреки това, в резултат на корупционния скандал „Калчополи“, Рома се класира за Шампионската лига, тъй като шампионите от Ювентус са изхвърлени в Серия Б, докато Фиорентина и Милан са с отнети точки.
В края на 2006 г. Спалети е избран за треньор на годината в Серия А, а през следващите месеци с Рома достига до четвъртфинала на Шампионската лига след победа с 2:0 над Олимпик Лион. Рома успява да стане първият отбор, който побеждава Интер на Роберто Манчини във всички състезания през същата година, като ги надвива с 3:1 на „Джузепе Меаца“. Рома печели и финала за купата през 2007 г. срещу Интер, с общ резултат 7:4. След 6:2 в Рим, последван от поражение с 1:2 в Милано. Това е първият важен трофей в кариерата на Спалети. При откриването на сезон 2007/08, Рома побеждава Интер с 1:0 в Милано и печели Суперкупата на Италия.
В първия елиминационен кръг в Шампионската лига за 2007/08, отборът на Спалети става първият италиански отбор, който побеждава Реал (Мадрид) на два пъти (2:1 в двата мача в Рим и Мадрид). В повторение на четвъртфинала от предишния сезон, Рома отново са елиминирани от евентуалните победители Манчестър Юнайтед. Те обаче успяват да защитят Копа Италия, като отново побеждават шампиона Интер с 2:1.
През сезон 2008/09, Спалети е изправен пред много труден сезон с Рома. В края на сезона, отборът успява да се класира за Лига Европа с шесто място в калчото, след много труден начален период, когато „вълците“ са в долната половина на класирането.
През новия сезон, Спалети трябва да се бори с ограничен отбор, който е отслабен след продажбите на Алберто Акуилани в Ливърпул и се усложнява от сериозни финансови проблеми за клуба. Рома стартираха сезона, като участва в квалификационните кръгове на Лига Европа 2009/10, лесно спечелени срещу КАА Гент (10:2 общ резултат) и МФК Кошице (10:4 общ резултат). Въпреки това, още едно лошо начало в началото на сезон 2009/10, с две поредни поражения (2:3 от Дженоа и 1:3 в домакинството на Ювентус), принуждава Спалети да подаде оставка на 1 септември 2009 г.

#### Зенит
През декември 2009 г. е потвърдено, че Лучано Спалети ще се присъедини към руския клуб Зенит с тригодишен договор, замествайки временния треньор Анатолий Давидов с италианските треньори Даниеле Балдини, Марко Домениквини и Алберто Бартали, които също се присъединяват към руския клуб. Бордът на Зенит иска той да спечели титлата в Премиер лига, да спечели руската купа и да премине през груповата фаза на Шампионската лига през първата си година.
Зенит печели Купата на Русия на 16 май 2010 г., побеждавайки Сибир Новосибирск на финала. След 16 мача в първенството, с 12 победи и 4 равенства, Зенит със Спалети има 40 точки. Това поставя нов руски рекорд в лигата за точки, спечелени на този етап от кампанията. В трансферния прозорец през лятото на 2010 г., Спалети прави първите си трансфери: Александър Бухаров и полузащитникът Сергей Семак от Рубин Казан, защитниците Александър Лукович и Бруно Алвеш се присъединяват съответно от Удинезе и Порто. На 25 август 2010 г. Зенит губи първия си мач под ръководството на Спалети от френския Оксер и не успява да се влезе в груповата фаза на Шампионската лига, въпреки това, Зенит продължава да играе в Лига Европа.
На 3 октомври 2010 г. Зенит побеждава Спартак (Налчик), за да постави друг руски рекорд на Висшата лига за последователни победи, които стават 21 от началото на сезона. На 27 октомври 2010 г. Зенит претърпява първото си поражение от сезона от Спартак (Москва). На 14 ноември Зенит побеждава Ростов и два мача, преди края на сезона претендира за шампионската титла, първата в треньорската кариера на Спалети.
Освен това, Зенит преминава груповата фаза на Лига Европа и достига 16-финалите, където побеждава швейцарския клуб Йънг Бойс. На 6 март 2011 г. Зенит побеждава ЦСКА (Москва) за суперкупата, спечелвайки на Спалети трети руски трофей. На 17 март 2011 г. Зенит губи в Лига Европа от Твенте с 2:3 в четвъртфиналите.
В Шампионската лига за сезон 2011/12 г. Зенит стартира в груповата фаза, заедно с Порто, Шахтьор Донецк и АПОЕЛ Никозия. На 6 декември 2011 г. Зенит завършва груповата фаза на второ място и за първи път в историята на клуба, се класира за пролетната елиминационна фаза на Шампионската лига. В първия мач срещу Бенфика (Лисабон), Зенит спечелва с 3:2 у дома с два гола на Роман Широков и един на Сергей Семак. Във втория мач обаче, Зенит губи с 0:2 и е елиминиран от състезанието. На 9 февруари Спалети подписва нов тригодишен договор до 2015 г. През април 2012 г. Зенит спечелва втора титла, след като побеждава Динамо (Москва). След три сезона без трофей, Лучано Спалети е уволнен на 10 март 2014 г.

#### Рома
Спалети е назначен за мениджър на Рома отново на 13 януари 2016 г., след като Руди Гарсия е уволнен поради лоши резултати. На 21 февруари Тоти е публично критикуван от Спалети, поради липсата му на игра, откакто се завръща от травма. В резултат на това, той впоследствие е махнат от групата за мача при победата с 5:0 срещу Палермо, като решението предизвиква вълнение сред феновете и медиите. След първоначалните си разногласия, Спалети започва да използва Франческо Тоти като златна резерва, което се оказва ефективно решение, тъй като Тоти преоткрива формата си и допринася с четири гола и помощ, след като влиза от пейката в пет последователни мача, в резултат, на което Спалети успява да изведе Рома от средата на класирането до третото място в Серия А, класирайки се за плейофите на УЕФА Шампионска лига.
На 30 май 2017 г., два дни след края на сезон 2016/17, клубът потвърждава, че Спалети напуска клуба по взаимно съгласие.

#### Интер
На 6 юни 2017 г. Лучано Спалети и ръководството на Интер постигат съгласие, той да поеме „нерадзурите“ за следващите 2 сезона.
На 29 юли, Спалети печели приятелският турнир Международна купа на шампионите в Сингапур, след победи над Олимпик Лион, Байерн Мюнхен и Челси.

## Отличия
Емполи
- Серия Ц1 плейофи (1): 1995/96
- Серия Б промоция (1): 1996/97

Рома
- Купа на Италия (2): 2006/07, 2007/08
- Суперкупа на Италия (1): 2007

Зенит
- Руска Премиер Лига (2): 2010, 2011/12
- Купа на Русия (1): 2009/10
- Суперкупа на Русия (1): 2011

Наполи
- Серия А (1): 2022/23

### Индивидуални
- Треньор на годината в Серия А (2): 2005/06, 2006/07[24]

## Статистика
Последна актуализация: 1 юни 2019

| Емполи    |      | 1 юли 1995       | 30 юни 1998      | 176 | 60  | 61  | 55  | 34.09 |
| Сампдория |      | 1 юли 1998       | 30 юни 1999      | 44  | 14  | 11  | 19  | 31.82 |
| Венеция   |      | 1 юли 1999       | 31 октомври 1999 | 8   | 1   | 2   | 5   | 12.50 |
| Удинезе   |      | 22 март 2001     | 30 юни 2001      | 11  | 2   | 4   | 5   | 18.18 |
| Анкона    |      | 1 юли 2001       | 30 юни 2002      | 38  | 14  | 8   | 16  | 36.84 |
| Удинезе   |      | 1 юли 2002       | 7 юни 2005       | 121 | 52  | 32  | 37  | 42.98 |
| Рома      |      | 16 юни 2005      | 1 септември 2009 | 217 | 118 | 51  | 48  | 54.38 |
| Зенит     |      | 11 декември 2009 | 10 март 2014     | 179 | 103 | 47  | 29  | 57.54 |
| Рома      |      | 13 януари 2016   | 30 май 2017      | 75  | 50  | 11  | 14  | 66.67 |
| Интер     |      | 9 юни 2017       | 30 май 2019      | 90  | 45  | 26  | 19  | 50.00 |
| Общо      | Общо | Общо             | Общо             | 957 | 457 | 252 | 248 | 47.75 |